# Блок-контейнер
Блок-контейнер — объёмный элемент полной заводской готовности, может быть замкнутым, незамкнутым, трансформируемым. Блок-контейнеры являются объёмными конструктивными элементами мобильных зданий и сооружений контейнерного или сборно-разборного типа (например, модульных зданий).

## Изготовление и эксплуатация
В основном, блок-контейнеры изготовляются из объёмных стальных конструкций с панельными или каркасными стенами и перекрытиями. Конструкция корпусов блок-контейнеров может быть как неразборного типа на сварных соединениях, так и сборно-разборного, трансформируемого типа, для компактного складирования или перевозки.
Срок службы мобильных зданий на основе блок-контейнерных конструкций 15-20 лет.

## Назначение блок-контейнеров
Мобильные здания на основе конструкций блок-контейнеров применяются в качестве временных помещений различного назначения: строительные офисы, торговые павильоны, прорабские, бытовки, раздевалки, столовые, посты охраны, проходные, мобильные медицинские пункты, мобильные садовые дома и во многих других случаях, где требуются скорость, гибкость, мобильность при возведении и эксплуатации зданий.
Блок-контейнеры могут использоваться как в качестве элементов конструкции быстровозводимых модульных зданий, так и в виде отдельно стоящих строений (бытовок, санитарных блоков, помещений станций связи и измерительного оборудования и т. д.).

## Типы блок-контейнеров
По назначению и конструктивным особенностям исполнения блок-контейнеры подразделяются на типы:
- офисно-бытовые;
- специального назначения (телекоммуникационные, приборные, коммутаторные, релейные, управления и контроля, компрессорные и т. д.);
- складские;
- санитарные;
- сборно-разборные;
- на базе морских контейнеров;
- вагон-дома.

### Офисно-бытовые блок-контейнеры[2]
Наиболее распространенными являются офисно-бытовые блок-контейнеры. Они могут использоваться в качестве отдельно стоящих строений, например, бытовок на строительных объектах. В то же время офисно-бытовые контейнеры массово применяются для возведения модульных зданий, являясь основными конструктивными элементами сооружений различного предназначения.
Стандартные блок-контейнеры рассчитаны обычно на возведение административных либо жилых зданий высотой до трех этажей. Для возведения более высоких сооружений следует использовать специальные блок-контейнеры, конструкция которых предусматривает повышенную нагрузку.

### Блок-контейнеры узкоспециального назначения
В России производится ряд блок-контейнеров узкоспециального назначения, которые используются в качестве станций радиорелейной и мобильной связи, коммутаторов, компрессорных установок, контрольно-измерительных пунктов и т. д.
Особо широкое распространение получили такие контейнеры в труднодоступных местах Севера, Сибири, Дальнего Востока. В условиях отсутствия инфраструктуры посредством использования подобных модулей можно организовать эффективно работающую сеть связи практически в любой местности.

### Складские блок-контейнеры
Складские блок-контейнеры могут использоваться как для перевозки и хранения грузов, так и в качестве элементов конструкции складских помещений. Контейнеры стандартного размера 10 и 20 футов могут комплектоваться окном и дверью и исполняются в соответствии с требованиям СНиП для производственных помещений.

### Санитарные блок-контейнеры
Санитарные блок-контейнеры зачастую используются в качестве отдельно стоящих туалетных модулей. При этом они могут использоваться в качестве элементов конструкций как более крупных санитарных помещений, состоящих из нескольких блоков, так и больших модульных зданий: жилых, офисных либо производственных.
Санитарные контейнеры производятся в широком спектре типоразмеров: от небольших туалетных кабинок до более крупных блоков, в том числе 16 и 20-футовых (стандарт ISO).

### Сборно-разборные блок-контейнеры
Сборно-разборные блок-контейнеры чаще всего применяются при строительстве модульных зданий. Благодаря особенностям конструкции они могут быть доставлены к месту строительства в разобранном виде, что позволяет экономить на их транспортировке. При необходимости, здания на основе сборно-разборных блок-контейнеров могут быть демонтированы и перевезены на новое место.

### Блок-контейнеры на базе морских контейнеров
Блок-контейнеры могут быть изготовлены из морских контейнеров, использующихся для транспортировки различных грузов. Такие блок-контейнеры обладают высокой жёсткостью и надёжностью. Они используются, как правило, в сложных условиях эксплуатации или при необходимости транспортировки на дальние расстояния.

### Вагон-дома
Вагон-дома представляют собой передвижные блок-контейнеры на шасси или полозьях, предназначенные для обеспечения жизнедеятельности мобильных рабочих бригад. Могут быть использованы в качестве жилого, санитарного, производственного и других помещений.

## Военное применение
На аэродроме Хмеймим с начала Сирийской операции в сооружениях подобного типа размещается войсковой контингент России в Сирии.

## Монтаж блок-контейнеров
Установка блок-контейнеров на местности максимально упрощена. К площадке для монтажа выдвигаются минимальные требования. В случае возведения модульных зданий должен быть подготовлен фундамент с 4, 6 либо 8 точками опоры под каждый блок. Модули могут соединяться торцевыми либо лицевыми сторонами, а случае сооружения двух- или трехэтажного здания — ставиться друг на друга.
При возведении модульных зданий либо установке отдельных блок-контейнеров должны соблюдаться требования СНиП для жилых или производственных помещений.